# 滿地可胸肺科醫院
滿地可胸肺科醫院（英語：Montreal Chest Institute）是加拿大魁北克省滿地可的一所胸肺內科（呼吸系統科）醫院，附屬於麥基爾大學醫療中心的皇家維多利亞醫院。2015年6月14日，該院遷至麥基爾大學醫療中心己連院區。

## 外部連結
- 官方網站 （页面存档备份，存于）

45°28′22″N 73°36′04″W / 45.472891°N 73.600974°W